# Bözberg
Bözberg is een gemeente in het district Brugg dat behoort tot het kanton Aargau. Bözberg heeft 1.543 inwoners.

## Geschiedenis
Bözberg is een fusiegemeente ontstaan op 1 januari 2013 uit de gemeenten Gallenkirch, Linn, Oberbözberg en Unterbözberg.
Voor 1873 bestond er een gemeente met dezelfde naam en met een mindere grote oppervlakte.

## Geografie
Bözberg heeft een oppervlakte van 15.52 km² en grenst aan de buurgemeenten Brugg, Effingen, Mönthal, Remigen, Riniken, Schinznach en Villnachern.
Bözberg heeft een gemiddelde hoogte van 540 meter.

## Politiek
In het gemeentebestuur van Bözberg is de Zwitserse Volkspartij de grootste partij met 38.6 procent van de zetels, de Sociaaldemocratische Partij van Zwitserland met 14 procent van de zetels, de Vrijzinnig Democratische Partij.De Liberalen met 12.4 procent van de zetels, de Groene Partij van Zwitserland met 9.1 van de zetels, de Christendemocratische Volkspartij met 7.8 van de zetels, de Grünliberale Partei met 5.8 van de zetels, de Burgerlijk-Democratische Partij met 5.7 van de zetels, de Evangelische Volkspartij en de Christelijk Sociale Partij van Zwitserland met allebei 2.8 procent van de zetels en andere partijen 3.9 procent van de zetels.